# César Falletti
César Falletti (Artigas, 2 de diciembre de 1992) es un futbolista uruguayo que juega como delantero y su equipo es el Mantova 1911 de la Serie B de Italia.

## Trayectoria
Su llegada al fútbol italiano, lanzó su carrera tras debutar en Cerro y pasó hasta la fecha hasta en 3 clubes del país europeo. En el Ternana es donde pudo desarrollar su mejor fútbol consiguiendo 18 goles en 129 partidos en la ciudad de Terni.

## Clubes
| Club                    | País    | Año       | Partidos | Goles |
| ----------------------- | ------- | --------- | -------- | ----- |
| C. A. Cerro             | Uruguay | 2012-2013 | 39       | 5     |
| Ternana Calcio          | Italia  | 2013-2017 | 129      | 18    |
| Bologna F. C. 1909      | Italia  | 2017-2021 | 13       | 1     |
| U. S. Palermo (cedido)  | Italia  | 2018-2019 | 32       | 4     |
| Club Tijuana (cedido)   | México  | 2019-2020 | 12       | 0     |
| Ternana Calcio (cedido) | Italia  | 2020-2021 | 35       | 17    |
| Ternana Calcio          | Italia  | 2021-2024 | 74       | 14    |
| U. S. Cremonese         | Italia  | 2024-2025 | 19       | 1     |
| S. S. C. Bari (cedido)  | Italia  | 2024-2025 | 27       | 1     |
| Mantova 1911            | Italia  | 2025-     |          |       |